# Baker Motor Vehicle Company
Baker Motor Vehicle Company è stata un produttore americano di automobili elettriche a Cleveland in Ohio, dal 1899 al 1914.

## Storia
Il primo veicolo di Baker era un biposto con un prezzo al dettaglio di 850 dollari. Un esemplare è stato venduto a Thomas Edison, che ha progettato la batteria al nichel e ferro utilizzata all'interno della Baker Electric. Queste batterie avevano una durata estremamente lunga, alcune sono ancora in uso oggi.

### Inizio produzione
La produzione del 1904 era di due modelli, con due sedili e telai blindati in legno, motori elettrici centrali e batterie da 12 celle elettrochimiche.
La Runabout aveva 0,75 CV (0,56 kW) e pesava 650 libbre (295 kg) mentre il modello Stanhope costava 1600 dollari con un peso di 950 libbre (431 kg), 1,75 CV (1,3 kW) e cambio a tre velocità. Era in grado di raggiungere 14 miglia all'ora (23 km/h).
Nel 1906 Baker realizzò 800 auto, diventando il più grande produttore di veicoli elettrici al mondo. Nelle sue pubblicità, Baker si vantava che la sua nuova fabbrica fosse "la più grande del mondo". L'azienda è passata anche dalla produzione di carrozze elettriche alle automobili. Secondo la pubblicità dell'azienda: "Impieghiamo i migliori materiali in ogni dettaglio della loro costruzione e finitura, producendo veicoli che in ogni minuto particolare, non possono essere eguagliati per assoluta eccellenza".

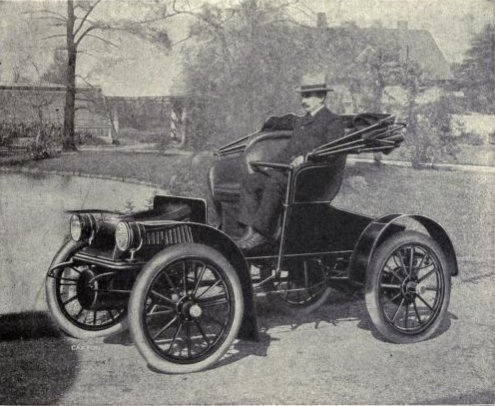
Baker Suburban Runabout del 1909.

Nel 1906, l'azienda produceva la Landolet che aveva un prezzo di 4.000 dollari. Inoltre aveva a listino i modelli Imperial, Suburban, Victoria, Surrey e Depot. Un insolito modello del 1906 era la Brougham con il sedile del conducente esterno sul retro.

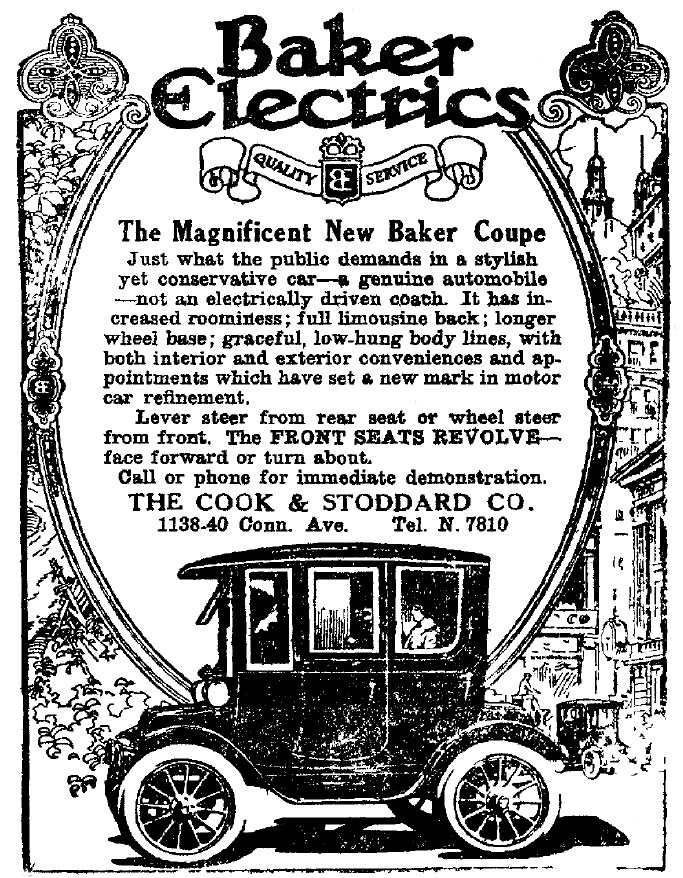
Pubblicità Baker Electrics, The Washington Post, 19 ottobre 1913.

Nel 1907, Baker aveva diciassette modelli, il più piccolo era la Stanhope e il più grande era la Coupé Inside Drive. C'era anche la Extension Front Brougham, venduta per 4.000 dollari, con il sedile del guidatore rialzato dietro i passeggeri che imitava una carrozza. Baker ha anche introdotto una gamma di camion con capacità fino a cinque tonnellate nel 1907.
Alla fine del 1910, l'Electric Baker era una vettura piuttosto lussuosa e costava 2.800 dollari. Aveva una capacità di quattro passeggeri ed era verniciata di nero con la possibilità di scegliere i pannelli in blu, verde o marrone. L'ultimo modello offriva un corpo Queen Victoria come "intercambiabile sul telaio" ad un prezzo aggiuntivo di 300 dollari.
La Baker del 1910 era l'unico veicolo elettrico ad avere di serie un motore di ricarica per impieghi gravosi con una capacità di sovraccarico del 300 percento, ed una centralina "assolutamente a prova di scintille e ustioni in tutte le condizioni".

### Baker Electric speciali
- Una Baker Electric faceva parte della prima flotta di auto della Casa Bianca[6]. Fu guidata da Helen Taft, moglie di William Howard Taft e successivamente da Edith Bolling Wilson[7].
- Una Baker Electric fu acquistata nel 1903 dal re Chulalongkorn del Siam. Era rifinita in avorio e oro e rivestito con sedili in pelle di cinghiale[6][8].

### Veicoli commerciali

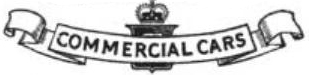
Baker Motor-Vehicle Co. Reparto auto commerciali, 1912.

La Baker Motor-Vehicle Company, situata in 63 West 80th Street a Cleveland, era specializzata in veicoli per il mercato commerciale. Nell'ottobre 1912, la società aveva una divisione di auto commerciali e aveva concessionari situati in diverse città degli Stati Uniti.
Alla fine del 1913, la società annunciò il suo nuovo modello come "la magnifica nuova Baker Coupe" ossia l'auto che "i consumatori richiedevano, un'automobile autentica, non un pullman a trazione elettrica". L'auto aveva una maggiore abitabilità, un passo lungo da limousine, linee della carrozzeria aggraziate e basse, oltre a dotazioni sia interne che esterne che hanno segnato un nuovo traguardo nella raffinatezza dell'auto. Un'altra novità erano i sedili anteriori girevoli che potevano essere tirati in avanti oppure "girati".

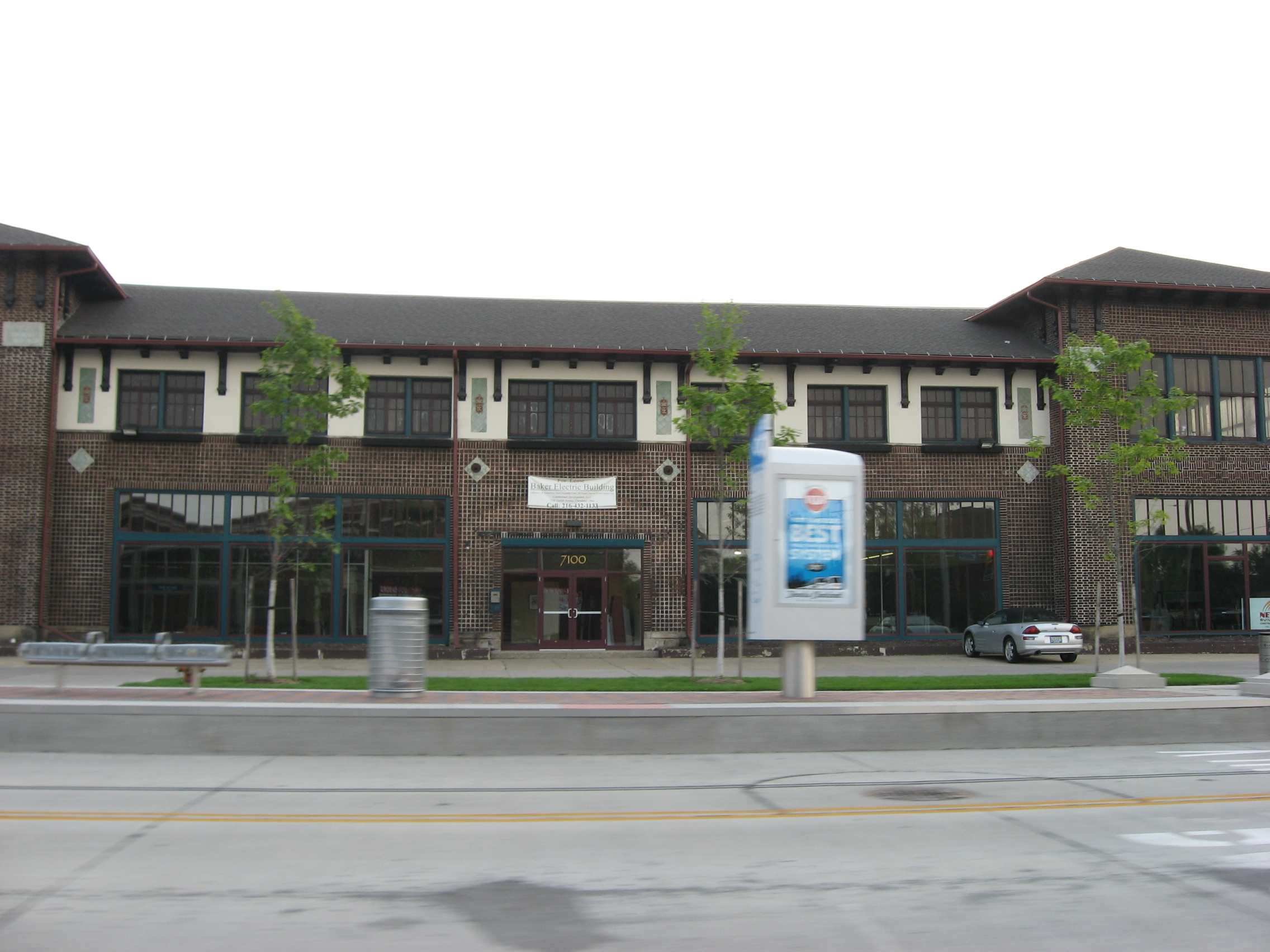
Ex showroom e struttura di servizio di Baker in Euclid Avenue

### Fusione

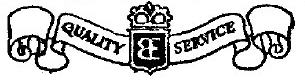
Baker Electric - Servizio di qualità nel 1913.

Nel 1913, Baker fu superato nelle vendite di veicoli dalla Detroit Electric e nel 1914 si fuse con il produttore Rauch & Lang per diventare Baker, Rauch & Lang. Le ultime auto Baker furono prodotte nel 1916 mentre i camion industriali elettrici, continuarono ad essere prodotti per alcuni anni.
La Torpedo del fondatore di Baker, Walter C. Baker, è stata la prima vettura ad essere dotata di cintura di sicurezza. L'auto era in grado di superare le 75 miglia all'ora (121 km/h).
Walter Baker è entrato a far parte della Peerless Motor Company nel 1919.

## Annunci pubblicitari
|  |  |  |  |  |

### Libri
- (EN)  Electric and Hybrid Cars: A History, di Curtis Darrel, ed. McFarland, 2005, ISBN 978-07-864187-2-5